# State buoni se potete
Pour plus de détails, voir Fiche technique et Distribution.
State buoni se potete est un film italien réalisé par Luigi Magni et sorti en 1983.
La musique du film composée par Angelo Branduardi a été récompensée par le prix David di Donatello de la meilleure musique ainsi que par le Ruban d'argent de la meilleure musique de film.

## Synopsis
Rome au XVIe siècle : le prêtre Filippo Neri aide les enfants, les pauvres, les personnes âgées et les malades. Un jour, un garçon de la rue Cirifischio se tient dans l'église qu'il utilisait comme asile, qui n'a pas encore été consacrée, avec un calice. Le diable, sous la forme d'un fabricant de chaudrons, qui a son atelier en face de l'église, envoie d'abord l'enfant à l'église pour l'asile, pour le faire arrêter pour sacrilège, mais "Don Fili" le protège des forces de sécurité et le ramène avec ses orphelins. Don Fili l'élève comme tous les autres enfants avec les mots : « Sois bon si tu peux ».

## Fiche technique
- Réalisation : Luigi Magni
- Scénario : Luigi Magni, Bernardino Zapponi, inspiré d'évènements de la vie de Philippe Néri[1]
- Photographie : Danilo Desideri
- Musique : Angelo Branduardi
- Costumes : Lucia Mirisola
- Montage : Ruggero Mastroianni
- Genre : Comédie dramatique et historique
- Durée : 110 minutes
- Date de sortie : 1983

## Distribution
- Johnny Dorelli : Filippo Neri
- Philippe Leroy : Ignace de Loyola
- Renzo Montagnani : Master Iacomo
- Mario Adorf : Pape Sixtus V
- Rodolfo Bigotti : Cirifischio
- Eurilla del Bono : Leonetta
- Roberto Farris : jeune Chirifischio
- Federica Mastroianni : jeune Spiridione
- Marisa Traversi : Thérèse d'Avila
- Piero Vivarelli : Carlo Borromeo
- Gianni Musy : le Prince
- Franco Javarone :  Bargello
- Tiziana Pini : Prostituée
- Iris Peynado : le diable
- Giovanni Crippa : le Cardinal

## Distinctions
- Prix David di Donatello de la meilleure musique pour Angelo Branduardi
- Ruban d'argent de la meilleure musique de film[2]
- David di Donatello de la meilleure actrice débutante pour Federica Mastroianni